# Tenixcalco
Tenixcalco är en ort i Mexiko.   Den ligger i kommunen Alpatláhuac och delstaten Veracruz, i den sydöstra delen av landet, 220 km öster om huvudstaden Mexico City. Tenixcalco ligger 1 933 meter över havet och antalet invånare är 112.
Terrängen runt Tenixcalco är bergig, och sluttar österut. Runt Tenixcalco är det tätbefolkat, med 331 invånare per kvadratkilometer. Närmaste större samhälle är Huatusco de Chicuellar, 15,3 km öster om Tenixcalco. Omgivningarna runt Tenixcalco är en mosaik av jordbruksmark och naturlig växtlighet.